# 突破無電
突破無電（とっぱむでん）は、昭和10年（1935年）10月15日公開の村田実監督の映画。製作は高田プロダクション、配給は新興キネマ。

## キャスト
- 山川飛雄太郎…高田稔
- 工事長・桜田…鈴木伝明
- 事務員・文子…伏見信子
- 貿易商会社長・ゴブラ…近藤伊与吉
- ゴブラの配下・赤井…菅井一郎
- 赤井の手下・大曽根…小阪信夫
- 赤井の情婦・お咲…五條貴子
- 藤丸船長…榊田敬治
- 逓信省郵務局有線課長…大井正夫

## スタッフ
- 監督：村田実
- 原作：鈴木氏淳
- 脚本：村上徳三郎

## 主題歌
- 「雨に咲く花」（歌・関種子　作詞・高橋掬太郎　作曲・池田不二男）
- 「さらば鴎よ」（歌・高田稔　作詞・高橋掬太郎　作曲・池田不二男）